# Дволінський Степан
Степан Дволінський — український селянин, громадський діяч, посол на Галицький сейм у 1861—1866 роках.
Проживав у селі Більче Товстенського повіту (нині Більче-Золоте Борщівського району Тернопільської області). Обраний в окрузі Заліщики — Товсте (обидва населені пункти нині входять до складу Заліщицького району Тернопільської області).